# Автошлях Т 2517
Автошля́х Т 2517 — автомобільний шлях територіального значення у Чернігівській області. Пролягає територією Коропського району через Короп — Нехаївку — Шабалинів. Загальна довжина — 23,3 км.

## Маршрут
Автошлях проходить через такі населені пункти:
| Автошлях Т 2517      |        |
| Чернігівська область |        |
| Коропський район     |        |
| Короп                | Т 2516 |
| Риботин              |        |
| Нехаївка             |        |
| Шабалинів            |        |